# 伊那市営野球場
伊那市営野球場（いなしえいやきゅうじょう）は、長野県伊那市の伊那公園内にある野球場。施設は伊那市が所有、運営管理を行っている。伊那スタジアム（旧・長野県伊那運動公園野球場）に隣接している。 
スコアボードは鉄骨造り3階建（得点電光式）である。
伊那市は2013年より命名権の募集をおこなっているが応募がなく、2017年8月からは伊那スタジアムとセットでの募集としている。
2024年4月1日～2030年3月31日の6年間で日本発条株式会社がネーミングライツを取得。「伊那ニッパツ野球場」と命名された。

## 歴史
- 1947年 - 完成。以後、高校野球などアマチュア野球公式戦やソフトボール公式戦が行われている。
- 1948年 - プロ野球公式戦を主催。その後、1951年～1953年、1956年と使用。
- 1976年 - 大規模なリニューアル工事を実施。
- 1989年 - 大規模なリニューアル工事を実施。
- 2013年 - 老朽化にともない、簡易型に改修。改修工事はナイター設備を除き、メーンスタンド観客席やフェンス、スコアボードなどの構造物を撤去。グラウンド部分は残し、周辺を芝生と高さ6メートルの防球ネットで囲んだ。バックネット裏部分に管理棟を建設し、グラウンド脇に小規模な器具庫を設けた[2]。

BCリーグ・信濃グランセローズの公式戦は隣接する長野県伊那運動公園野球場に比べ、グラウンド状態が悪かったため行われていなかったが、2011年9月9日に振替開催で初めて公式戦を行った。この試合は16時30分開始のナイトゲームで南信では初のナイターゲームでもあった。試合は7-6で信濃が群馬に勝利している。
かつては、競馬場として利用されていたが、野球愛好者たちが野球場にし、のちに伊那市に移管された。

## 施設概要
- 構造：鉄筋コンクリート造
- 内外野：クレー舗装
- 両翼：90m、中堅：120m
- 照明設備：照明灯：6基
- 収容人員：11,000人（内野：座席6,000人、外野：芝生5,000人）

## 交通
- 東海旅客鉄道飯田線伊那北駅徒歩15分

## 近隣施設
- 長野県伊那運動公園野球場
- 伊那市営センターテニスコート
- 伊那市営庭球場
- 伊那市営プール
- 伊那公園